# Spiel der Angst
Spiel der Angst ist ein US-amerikanisch/kanadischer Psychothriller, produziert 2002 unter Regie von Peter Svatek. Gedreht wurde er in Montréal, Kanada.

## Handlung
Ein Mann will die Kunststudentin Sarah vergewaltigen. Sie wird von den Wachleuten gerettet und hilft der Polizei, den Mann zu verhaften. Theodore Gray – so heißt er – wird zu 25 Jahren Gefängnis verurteilt.
Jahre später ist Sarah mit Michael Reynolds verheiratet, sie ist eine Geschäftsfrau in Boston. Es kommt in ihrer Stadt zu mehreren Vergewaltigungen. Das nach den Erinnerungen eines der Opfer gezeichnete Phantombild weist große Ähnlichkeit mit Michael auf. In der gemeinsamen Wohnung wird ein Beweisstück gefunden. Später kommt ans Licht, dass es sich um eine Intrige handelt, die Gray aus dem Gefängnis organisierte.

## Kritiken
Rotten Tomatoes beschrieb „Spiel der Angst“ als „faszinierend“. Cinema schrieb jedoch, der „wendungsreiche Thriller“ sei nur „teilweise […] spannend“, die Schauspieler blieben blass, und der Showdown käme zu abrupt. Das Fazit lautete: „Ein paar Schocks, ansonsten banal“.

## Nachweise
1. ↑  The Rendering (2002) (Memento vom 6. Dezember 2004 im Internet Archive) bei Rotten Tomatoes
2. ↑  Spiel der Angst. In: cinema. Abgerufen am 12. August 2021.